# Szatmárcseke, Szabolcs-Szatmár-Bereg
Szatmárcseke  este un sat în districtul Fehérgyarmat, județul Szabolcs-Szatmár-Bereg, Ungaria, având o populație de 1.567 de locuitori (2011). 

## Demografie
Componența etnică a satului Szatmárcseke
     Maghiari (75,62%)
     Romi (23,98%)
     Necunoscut (0,23%)
     Ucraineni (0,17%)
     Alții (0,23%)
Componența confesională a satului Szatmárcseke
     Reformați (53,1%)
     Romano-catolici (22,97%)
     Fără religie (2,43%)
     Greco-catolici (1,66%)
     Necunoscută (19,85%)
     Alte religii (1,6%)
Conform recensământului din 2011, satul Szatmárcseke avea 1.567 de locuitori. Din punct de vedere etnic, majoritatea locuitorilor (75,62%) erau maghiari, cu o minoritate de romi (23,98%). Apartenența etnică nu este cunoscută în cazul a 0,23% din locuitori.  Din punct de vedere confesional, majoritatea locuitorilor (53,1%) erau reformați, existând și minorități de romano-catolici (22,97%), persoane fără religie (2,43%) și greco-catolici (1,66%). Pentru 19,85% din locuitori nu este cunoscută apartenența confesională.